# Rimularia applanata
Rimularia applanata är en lavart som beskrevs av Kantvilas & Coppins. Rimularia applanata ingår i släktet Rimularia och familjen Trapeliaceae.   Inga underarter finns listade i Catalogue of Life.